# Paprika - Sognando un sogno
Paprika - Sognando un sogno (パプリカ?, Papurika) è un film d'animazione del 2006 diretto da Satoshi Kon.
Il soggetto è tratto dall'omonimo romanzo di Yasutaka Tsutsui, presentato in anteprima mondiale alla 63ª Mostra internazionale d'arte cinematografica di Venezia del 2006. Il film è poi uscito nelle sale italiane a partire dal 15 giugno 2007.

## Trama
In un futuro non troppo lontano, un'invenzione nota come DC Mini permette agli psicoanalisti di immergersi nei sogni, e quindi nel subconscio dei propri pazienti in modo da conoscere e curare stati alterati e problematiche nascoste dell'io. Il capo dell'equipe che lavora al progetto, la dottoressa Atsuko Chiba, inizia ad adoperare la DC Mini illegalmente per aiutare i suoi pazienti al di fuori dei laboratori di ricerca, celandosi nel mondo dei sogni con il suo alter-ego "Paprika".
Paprika aiuta il capitano Toshimi Konakawa, che è tormentato da un sogno ricorrente che non gli dà pace. Alla fine della sessione, Paprika consegna a Konakawa un biglietto con l'indirizzo di un sito web. I pazienti e i colleghi di Chiba sono cauti nel non far trapelare la natura della DC Mini al mondo e le sue sessioni segrete, in quanto le DC Mini non hanno ancora dei comandi di accesso, permettendo all'utilizzatore di entrare liberamente nel sonno altrui. Dopo avere scoperto che tre DC Mini sono state rubate, il direttore Toratarō Shima viene improvvisamente colto da un'euforica follia che gli fa recitare un discorso insensato prima di buttarsi dalla finestra. Sopravvissuto alla caduta ma rimasto in coma, Shima viene analizzato dal resto della squadra. Shima sta sognando una strana parata composta da oggetti animati; in essa la squadra riconosce Kei Himuro, ex assistente di Kōsaku Tokita (creatore della DC Mini) e stabilisce che è lui il ladro.
Quando altri due scienziati cadono vittima di Himuro ed egli viene ritrovato quando tenta di suicidarsi, il Presidente della compagnia bandisce l'uso della DC Mini, verso la quale era sempre stato contrario. Ciò nonostante la folle parata continua a espandersi nel sonno delle persone, incluso Tokita, che si era connesso con l'incosciente Himuro per trovare risposte, e infesta anche il sonno di Konakawa. Paprika e Shima, che si è ripreso, uniscono gli sforzi per mandare la prima a confrontare Himuro, scoprendo che egli non sta facendo espandere la parata, ma è solo un guscio vuoto, una vittima del vero responsabile che si cela dietro il furto della DC Mini e la fusione dei sogni di coloro che hanno adoperato lo strumento.
Il vero colpevole si rivela essere il Presidente, che considera i sogni un luogo sacro e unica testimonianza di umanità rimanente, quindi li vuole proteggere dagli scienziati usando la DC Mini contro di loro. Il dottor Morio Osanai ha aiutato il Presidente nel suo intento, e insieme riescono a catturare Paprika e le strappano la pelle di dosso scoprendo Chiba. Osanai ammette di essersi innamorato di lei, il che fa infuriare il Presidente, ospite nel suo corpo, che invece la vuole uccidere. Mentre i due si combattono, Konakawa riesce ad entrare nel sogno collettivo attraverso il suo e porta Chiba con sé. Osanai li insegue e alla fine Konakawa gli spara per riavere il controllo del suo sogno. Osanai, con sorpresa del Presidente risvegliato, muore a causa dello sparo ricevuto da Konakawa: i sogni e la realtà si stanno ormai fondendo.
Mentre la parata si riversa sulle strade, Paprika (che ora è diventata reale col fondersi dei sogni e della realtà) aiuta Chiba e Shima a sfuggire ad una bambola gigante che viene abbattuta da Tokita, divenuto un robot giocattolo gigante. Per fermare Tokita, Chiba gli va incontro rivelando di volergli bene, smettendo di reprimere i sentimenti che ha per lui. Dal punto in cui Osanai è morto si sprigiona un abisso verso "l'altro mondo", che si espande inghiottendo tutto ciò che lo circonda. Dal buco fuoriesce il Presidente, trasformato in un'enorme entità oscura che mira a realizzare i suoi folli desideri di onniscienza. Paprika entra nel corpo giocattolo di Tokita e diventa un neonato spettrale che inizia ad assorbire il Presidente, crescendo in massa e età fino a rivelare di essere un misto tra Paprika e Chiba. Divorato il Presidente e il suo mondo di incubi, l’entità svanisce nel nulla, mentre Konakawa si domanda se il sogno è finito.
Nel finale, Konakawa visita il sito web indicato dal biglietto di Paprika dove riceve un messaggio da parte di lei nel quale apprende che Chiba e Tokita si sposeranno e gli viene consigliato di vedere il film Sogni di ragazzi. Seguendo il consiglio di Paprika, Konakawa si reca al cinema e compra un biglietto.

## Colonna sonora
La colonna sonora di Susumu Hirasawa è composta dai seguenti brani:
1. Parade
2. Meditational Field
3. A Blind Spot in a Corridor
4. Welcome to the Circus
5. A Tree in the Dark
6. Escapee
7. Lounge
8. The Shadow
9. A Drop Filled with Memories
10. Chaser
11. Prediction
12. Parade
13. The Girl in Byakkoya - White Tiger Field

## Promozione
Il sito teaser del bar Radio Club è stato in funzione dall'uscita del film fino a metà 2008. Collegandosi all'indirizzo "radioclub.jp" veniva mostrato un messaggio d'errore (simile al classico 404) in giapponese, secondo il quale il sito era visualizzabile soltanto indossando un apparecchio DC Mini.

## Riconoscimenti
- 2007 – Fantasporto
  - Premio della critica
- 2007 – Montréal Festival of New Cinema
  - Premio del pubblico
- Newport Beach Film Festival
  - Best Animation

## Citazioni e riferimenti
Nella scena in cui Paprika entra nel sogno di Himuro per salvare Tokita, la si vede scendere dal cielo e atterrare su una nuvola, i suoi abiti si trasformano e lei assomiglia a Gokū, personaggio di Gokū no Daibōken, anime giapponese di Osamu Tezuka del 1967.
Alla fine del film, quando Konakawa si dirige al cinema, si possono notare appesi in alto a destra i cartelloni cinematografici di Perfect Blue, Millennium Actress e Tokyo Godfathers, tutti diretti da Satoshi Kon.

## Remake
Nel 2010, il regista Wolfgang Petersen iniziò la pre-produzione di una versione live action del film. Intervistato al proposito, dichiarò che l'idea gli era stata suggerita dai suoi collaboratori, e che l'opera, pur restando abbastanza fedele alle tematiche originali, avrebbe presentato diversi accostamenti con le atmosfere e le ambientazioni di Matrix. Tuttavia, dopo l'uscita di Inception di Christopher Nolan, distribuito in quello stesso anno e con una premessa simile a quella di Paprika, non si ebbero altre notizie del progetto di Petersen fino alla morte del regista avvenuta nel 2022.